# Gmina związkowa Altenkirchen (Westerwald)
Gmina związkowa Altenkirchen (Westerwald) (niem. Verbandsgemeinde Altenkirchen (Westerwald)) – dawna gmina związkowa w Niemczech, w kraju związkowym Nadrenia-Palatynat, w powiecie Altenkirchen. Siedziba gminy związkowej znajdowała się w mieście Altenkirchen (Westerwald). 1 stycznia 2020 gmina związkowa została połączona z gminą związkową Flammersfeld tworząc nową gminę związkową Altenkirchen-Flammersfeld.

## Podział administracyjny
Gmina związkowa zrzeszała 42 gminy, w tym jedną gminę miejską (Stadt) oraz 41 gmin wiejskich:
1. Almersbach
2. Altenkirchen (Westerwald)
3. Bachenberg
4. Berod bei Hachenburg
5. Birnbach
6. Busenhausen
7. Eichelhardt
8. Ersfeld
9. Fiersbach
10. Fluterschen
11. Forstmehren
12. Gieleroth
13. Hasselbach
14. Helmenzen
15. Helmeroth
16. Hemmelzen
17. Heupelzen
18. Hilgenroth
19. Hirz-Maulsbach
20. Idelberg
21. Ingelbach
22. Isert
23. Kettenhausen
24. Kircheib
25. Kraam
26. Mammelzen
27. Mehren
28. Michelbach (Westerwald)
29. Neitersen
30. Obererbach (Westerwald)
31. Oberirsen
32. Oberwambach
33. Ölsen
34. Racksen
35. Rettersen
36. Schöneberg
37. Sörth
38. Stürzelbach
39. Volkerzen
40. Werkhausen
41. Weyerbusch
42. Wölmersen